# Liste von Brunnen in Lübeck
In dieser Liste von Brunnen in Lübeck sind Brunnen in der Hansestadt Lübeck in Schleswig-Holstein aufgeführt. Die Liste erhebt keinen Anspruch auf Vollständigkeit.
| Bezeichnung        | Bild           | Standort                                    | Künstler | Errichtung Einweihung                                 | Weitere Informationen                                                                   |
| ------------------ | -------------- | ------------------------------------------- | -------- | ----------------------------------------------------- | --------------------------------------------------------------------------------------- |
| Marktbrunnen       | weitere Bilder | Altstadt                                    |          | 1873 eingeweiht, 1934 auf Senatsbeschluss abgebrochen |                                                                                         |
| Siegesbrunnen      | weitere Bilder | Altstadt, auf dem Klingenberg               |          | 1875 eingeweiht, 1935 auf Senatsbeschluss beseitigt   |                                                                                         |
| Timmermann-Brunnen | weitere Bilder | Travemünde, vor der St. Lorenzkirche (Lage) |          | 2002                                                  | Der Brunnen stellt eine Pferdetränke dar. Siehe auch: Otto Timmermann#Ehrung und Bücher |